# إريك أندرسن (لاعب شطرنج)
إريك أندرسن (بالدنماركية: Erik Andersen)‏ هو لاعب شطرنج دنماركي، ولد في 10 أبريل 1904 في Gentofte Municipality ‏ في الدنمارك، وتوفي في 27 فبراير 1938 في كوبنهاغن في الدنمارك.

## وصلات خارجية
- إريك أندرسن على موقع مباريات الشطرنج (الإنجليزية)
- إريك أندرسن على موقع 365Chess.com (الإنجليزية)
- إريك أندرسن على موقع Chesstempo.com (الإنجليزية)
- إريك أندرسن سجل أولمبياد الشطرنج على موقع OlimpBase.org (الإنجليزية)